# Kloster Santa Catalina

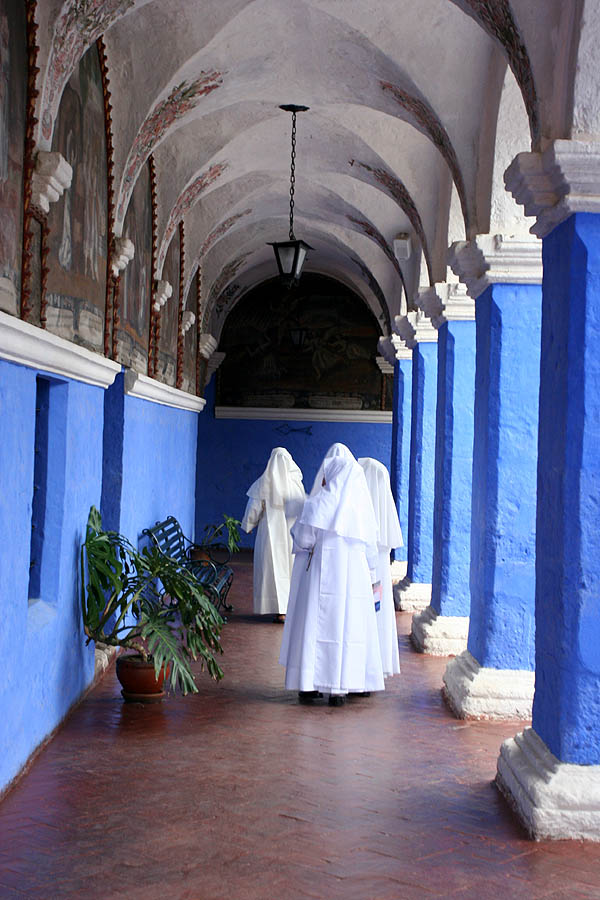
Die Nonnen des Klosters bei der Statio im Kreuzgang

Das Kloster Santa Catalina der Schwestern vom Orden der hl. Katharina von Siena liegt nahe dem Zentrum der peruanischen Stadt Arequipa in den Anden, über 2300 Meter über dem Meeresspiegel. Das Kloster und die Kirche sind der hl. Katharina von Siena geweiht. Die etwa zwanzig derzeit im Kloster lebenden Nonnen wohnen in einem Seitenflügel, der zur Klausur gehört. Der überwiegende Teil der Klostergebäude kann besichtigt werden.

## Geschichte
Als der Vizekönig von Peru Francisco de Toledo Arequipa besuchte, wurde er vom Stadtrat über deren Wunsch informiert ein Kloster zu gründen. Der Vizekönig erteilte ihnen daraufhin die notwendigen Genehmigungen zur Gründung des „Monasterio de Monjas Privado de la Orden de Santa Catalina de Siena“ ("Privaten Nonnenklosters des Ordens der Heiligen Katharina von Siena"). Jahre später beschloss Doña María de Guzmán, die Witwe von Diego Hernández de Mendoza, sich in dem noch im Bau befindlichen Kloster einzuschließen und all ihre irdischen Besitztümer zu verschenken. Am 10. September 1579 wurde eine Vereinbarung zur Gründung des Klosters zwischen dem Stadtrat, dem Obersten Richter, dem Bürgermeisteramt von Arequipa und dem Erzbistum Cuzco unterzeichnet. Nach der Unterzeichnung des Dokuments wurden vier Grundstücke in städtischem Besitz für den Standort des Klosters abgetreten und Doña María de Guzmán wurde zur „ersten Bewohnerin und Priorin des besagten Klosters“ ernannt.
Am 2. Oktober 1580 wurden Kloster und Kirche der hl. Katharina geweiht und den ersten Schwestern die Erlaubnis erteilt, den Habit anzulegen. Santa Catalina erstreckte sich über 20.000 m² in dem als „weiße Stadt“ bekannten Arequipa und wurde 1582 und in den 1960er Jahren mehrmals durch Erdbeben stark beschädigt. Das im Stile der Mudéjares erbaute Kloster zeichnet sich durch seine in lebhaften Farben getünchten Mauern aus.
Ursprünglich war das Kloster eine Internatsschule für die Töchter reicher spanischstämmiger Familien, die von den Nonnen unterrichtet wurden. Die Tradition jener Zeit zufolge sah vor, dass jeweils die zweite Tochter oder der zweite Sohn einer Familie ins geistliche Leben eintrat, und Santa Catalina akzeptierte später nur Kandidatinnen aus wohlhabenden Familien. Als Mitgift hatten diese, wenn sie Chorschwestern werden wollten, dem Kloster eine Mitgift in Höhe von etwa 2400 Silbermünzen zu übergeben, dazu zahlreiche auf einer Liste vermerkte Gegenstände wie etwa eine Statue, ein Gemälde, eine Lampe und Gewänder. An der Ausstattung der Zellen der Nonnen ist erkennbar, dass die meisten sehr wohlhabend waren.
Santa Catalina beherbergte zeitweise bis zu 150 Nonnen und 300 Bedienstete. Die Dienstboten wuschen die Wäsche der Nonnen und erledigten für sie den Einkauf, da die Nonnen in Klausur leben. Über ihren sechstägigen Gastaufenthalt in der Klausur im Jahre 1834 berichtete die französische Schriftstellerin und Frauenrechtlerin Flora Tristan im Jahre 1834 ausführlich über das Kloster und die Nonnen von Santa Catalina. Flora Tristan zufolge lebten sie weit ungezwungener, als ihre strenge Regel es hätte erwarten lassen.
Papst Pius IX. entsandte im Jahre 1871 Sr. Josefa Cadena OP, eine für ihre Regeltreue bekannte Dominikanerin, nach Santa Catalina, um das Kloster zu reformieren. Sr. Josefa ließ die üppigen Aussteuern nach Europa zurücksenden, entließ die Dienstboten und gab Sklavinnen die Freiheit. Sie stellte beide vor die Wahl, entweder künftig als Schwestern im Konvent zu leben oder aber das Kloster zu verlassen.
Seit einer Renovierung des Klosters im Jahre 1970 sind Teile des Klosters Santa Catalina der Öffentlichkeit zugänglich. Seither gehört das Kloster zu den bedeutendsten Sehenswürdigkeiten im Süden Perus. Die Gassen der Anlage sind nach spanischen Städten benannt.

## In der Literatur
Das Kloster Santa Catalina wird in der zweiten Hälfte von „The book of human skin“ von Michele Lovric ausführlich beschrieben.
Patrick Leigh Fermor besuchte das Kloster am 27. August 1971 und schilderte seine Eindrücke im dritten seiner „Drei Briefe aus den Anden“ (1991).

## Galerie

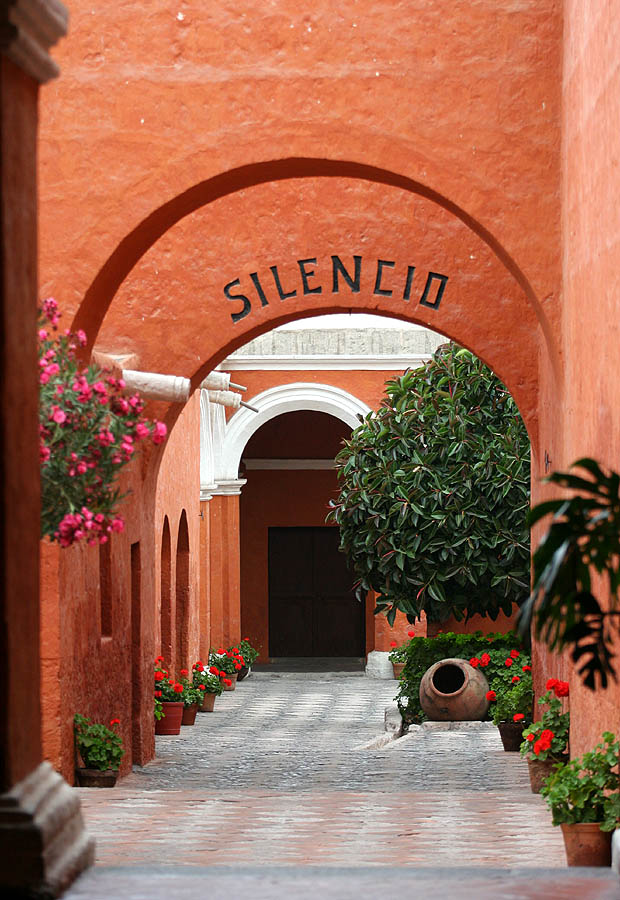
Eine der vielen Gassen innerhalb des Klosters
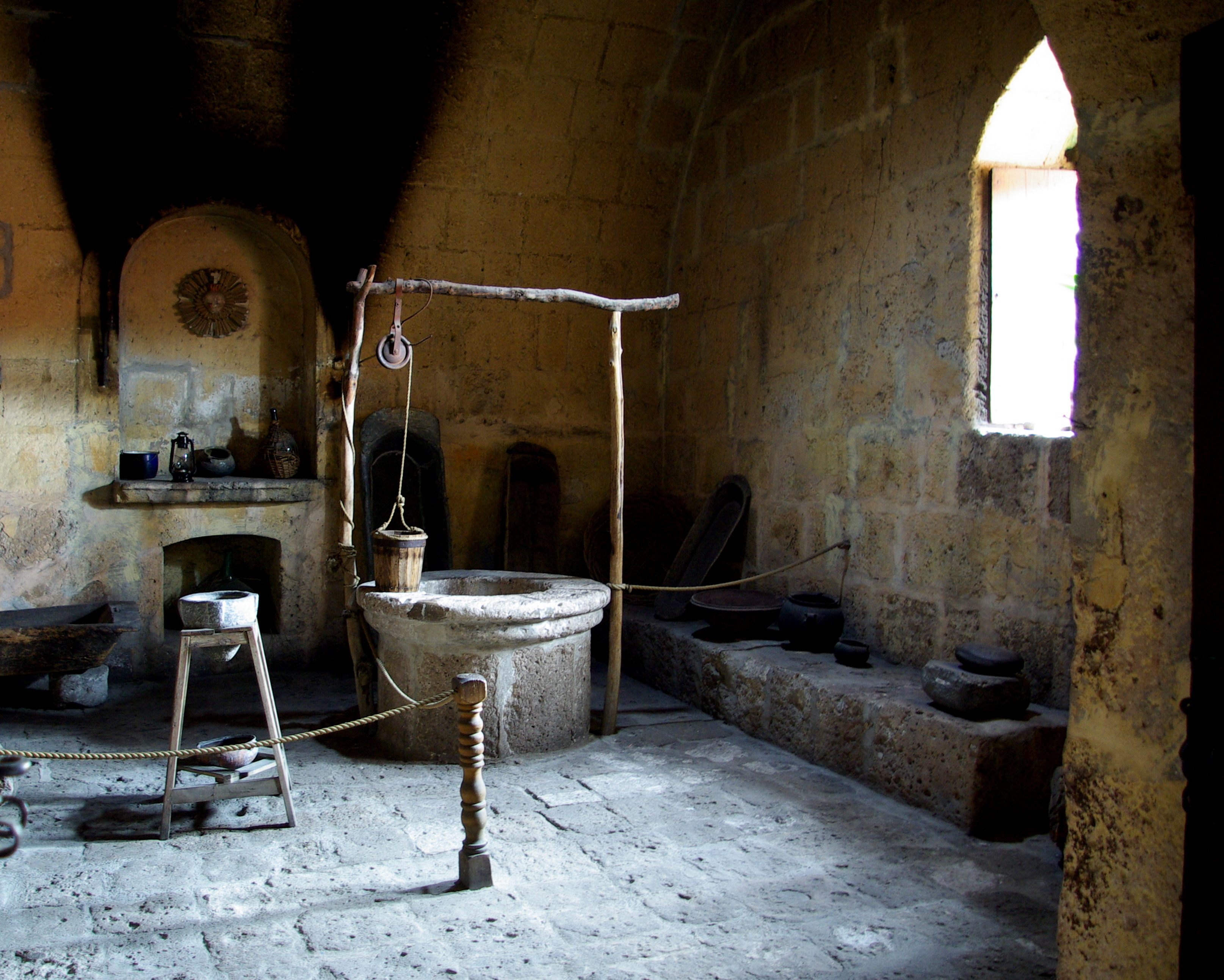
Eine restaurierte historische Küche im Kloster
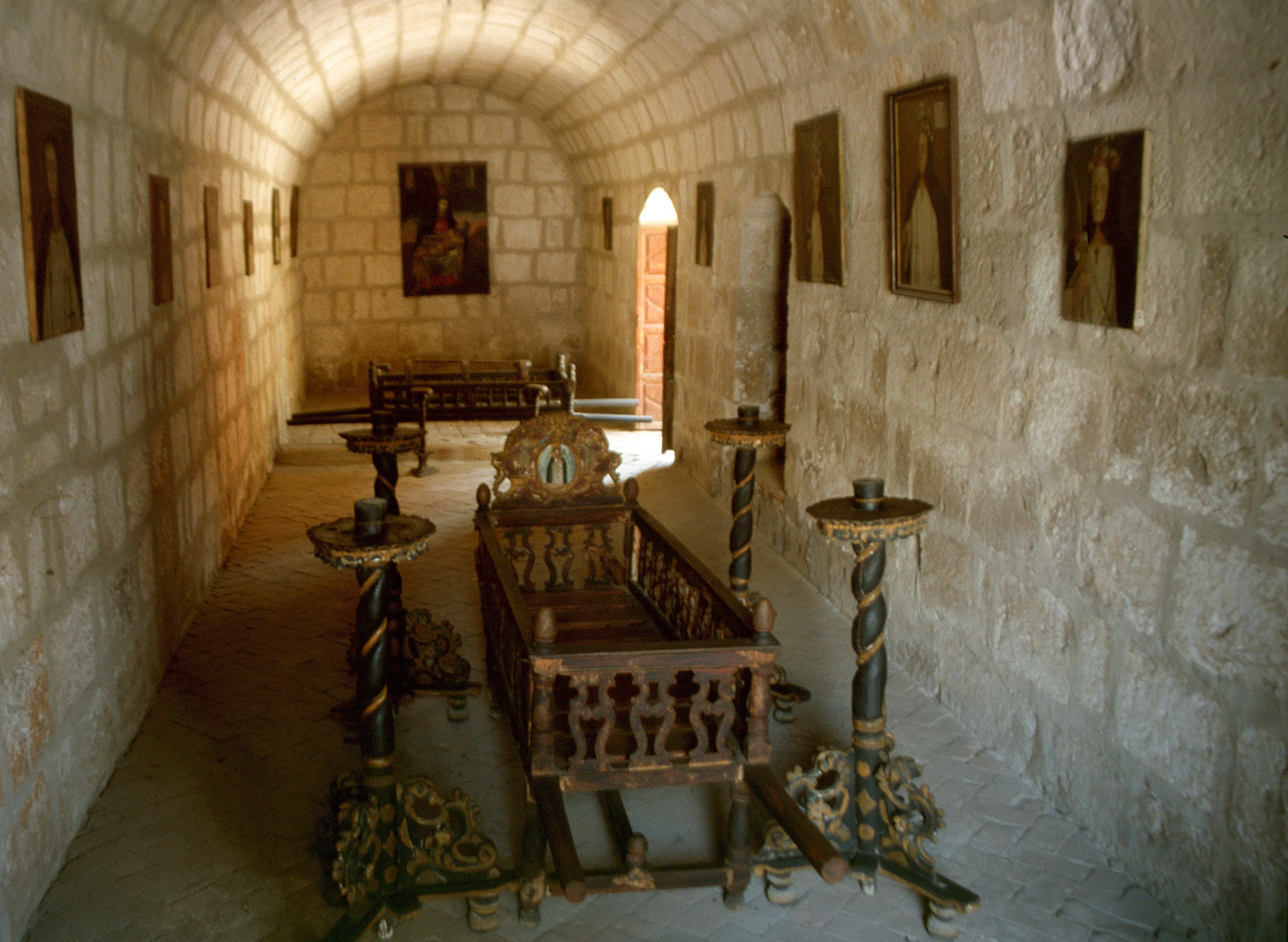
Konvent von Santa Catalina
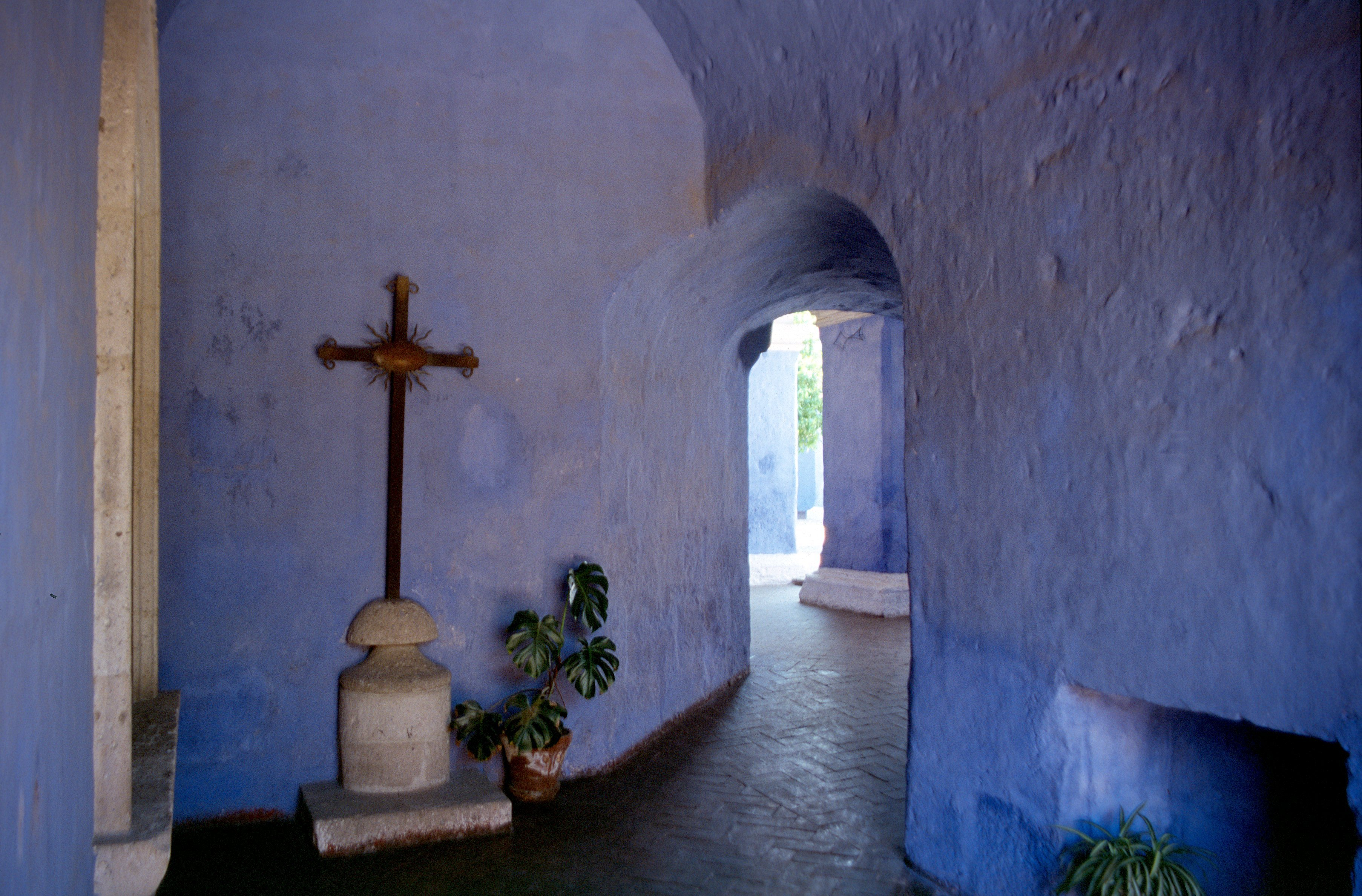
Kloster Santa Catalina
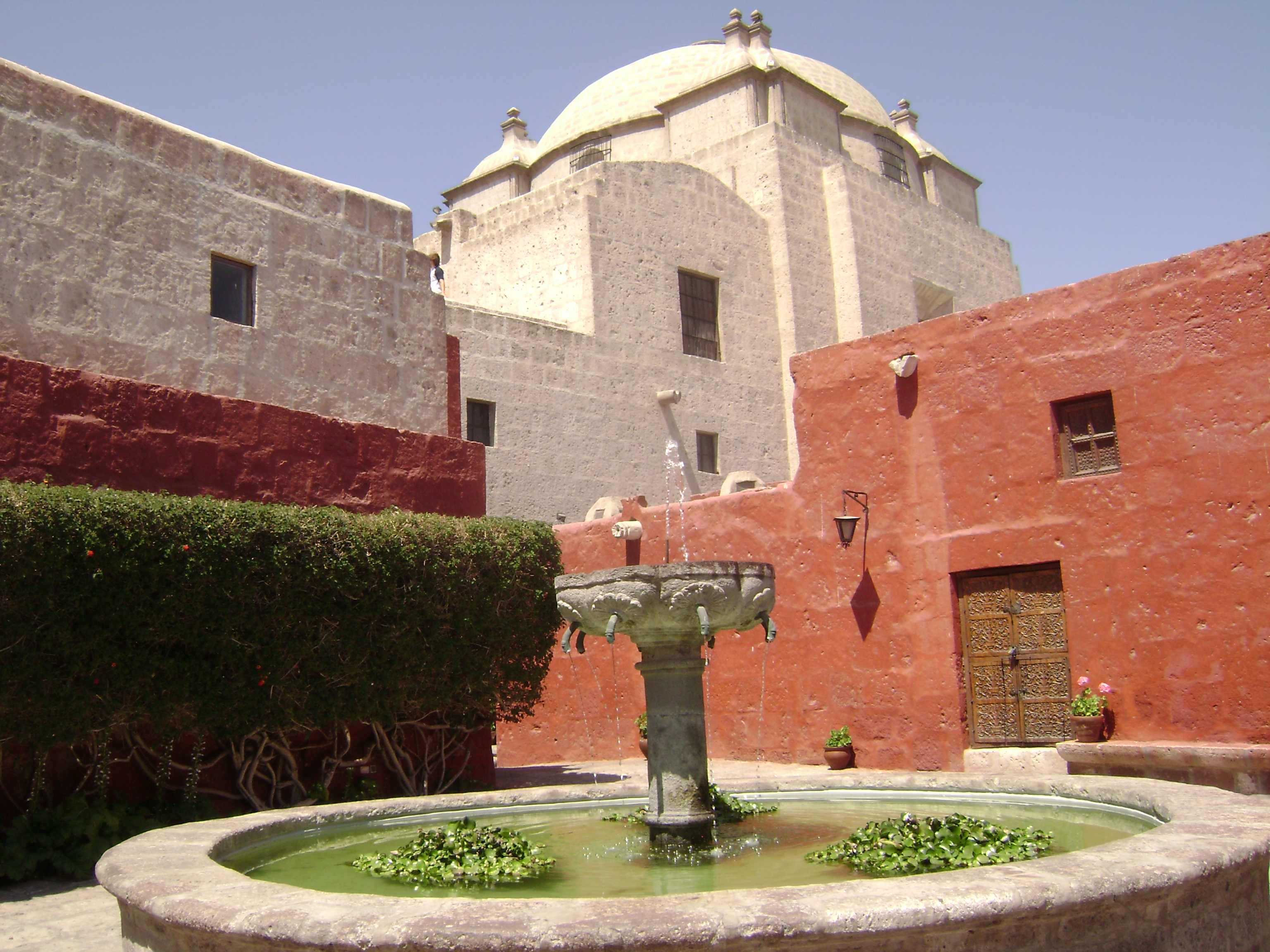
Brunnen des Klosters Santa Catalina
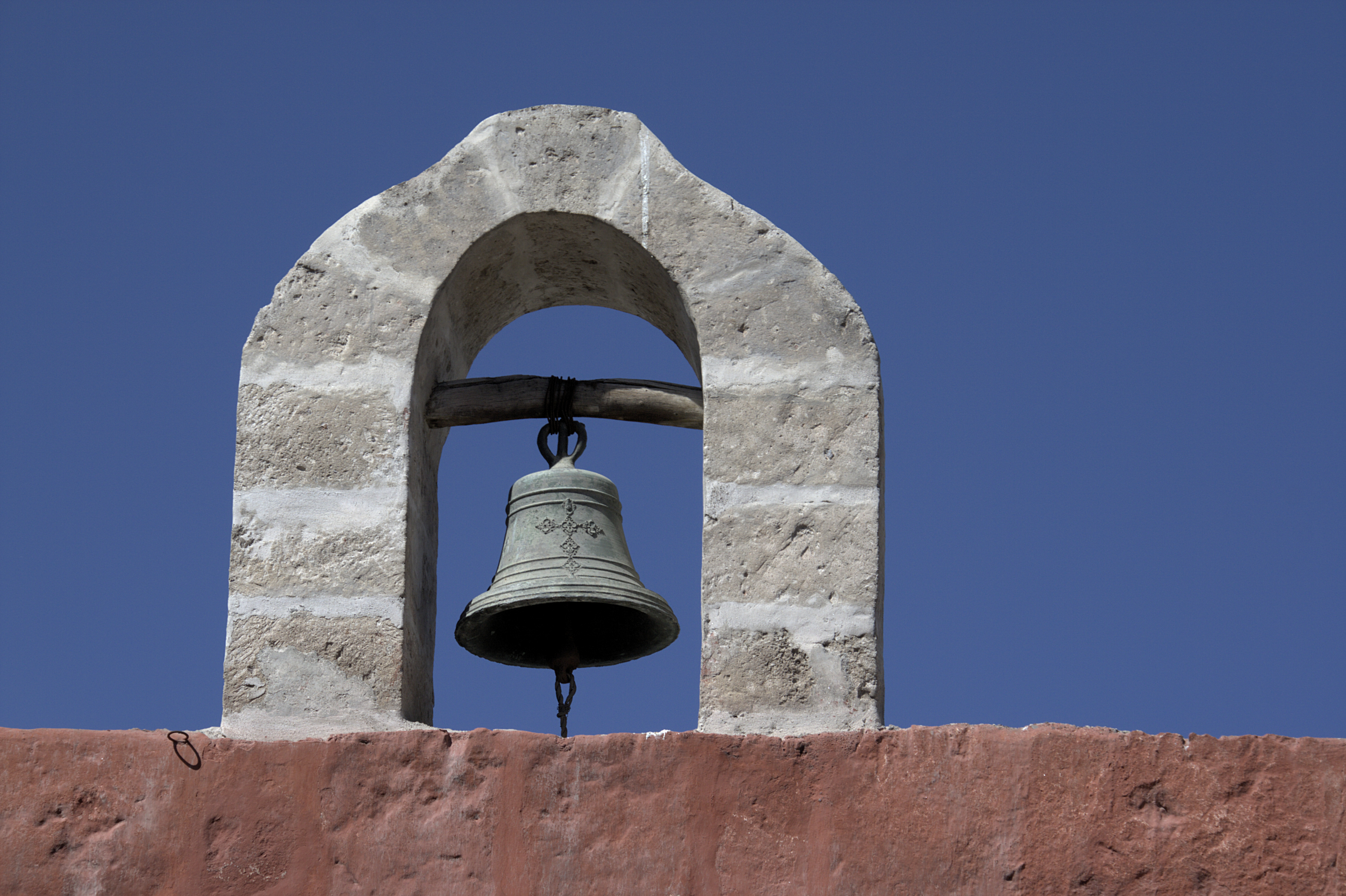
Dachreiter mit Glocke
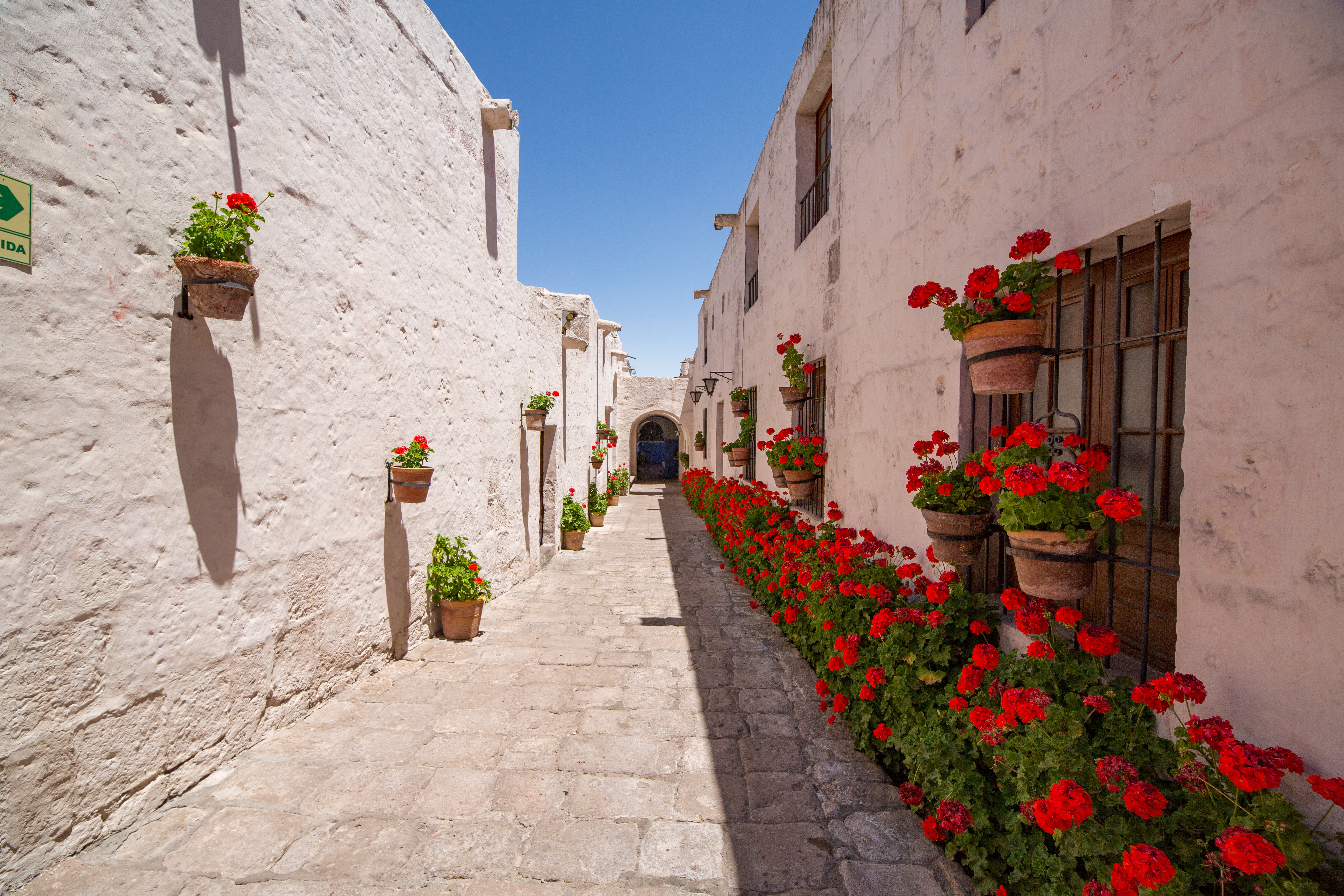
Weiße Straße mit roten Geranien im Kloster
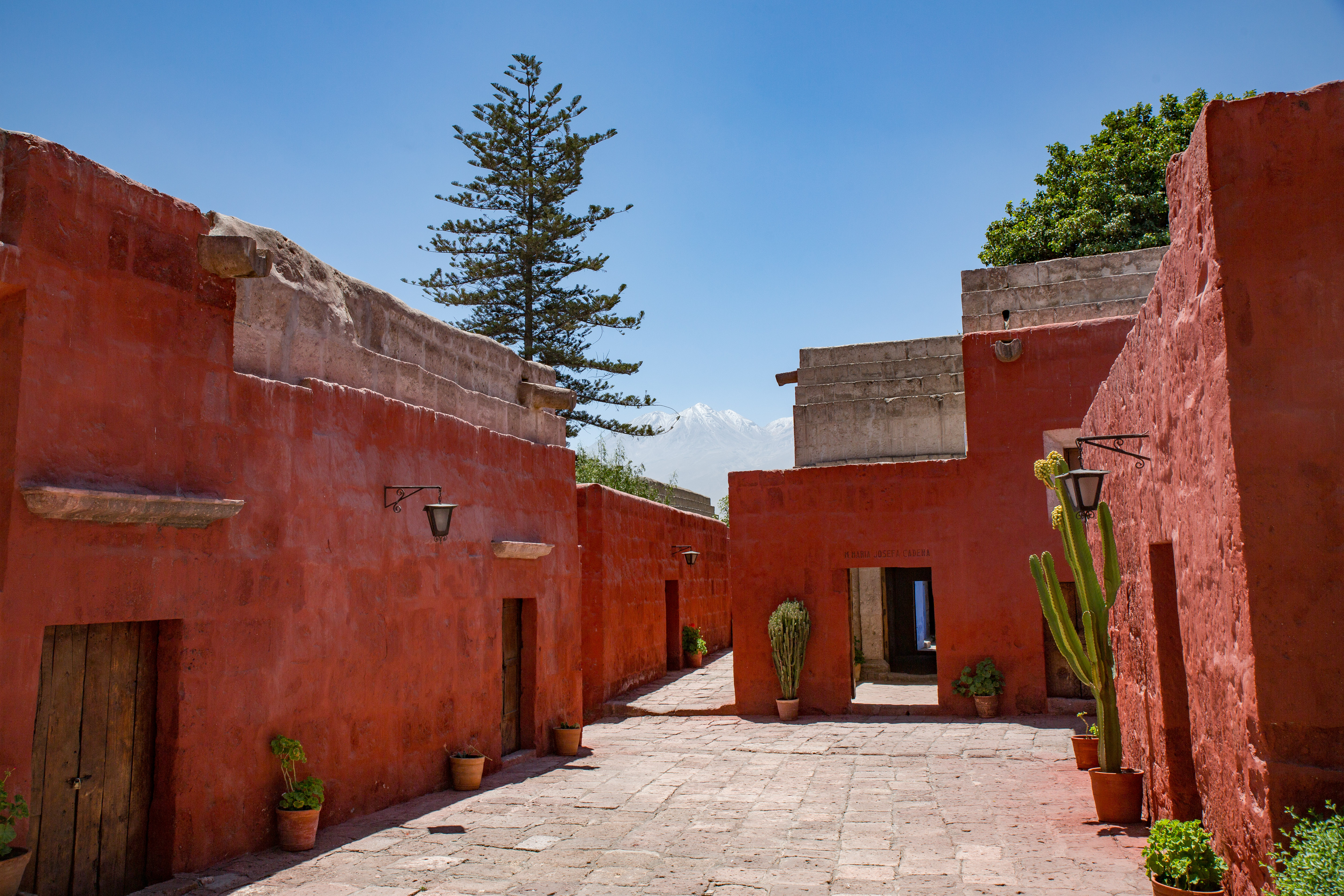
Rote Straße im Kloster